# Sugárhajtómű

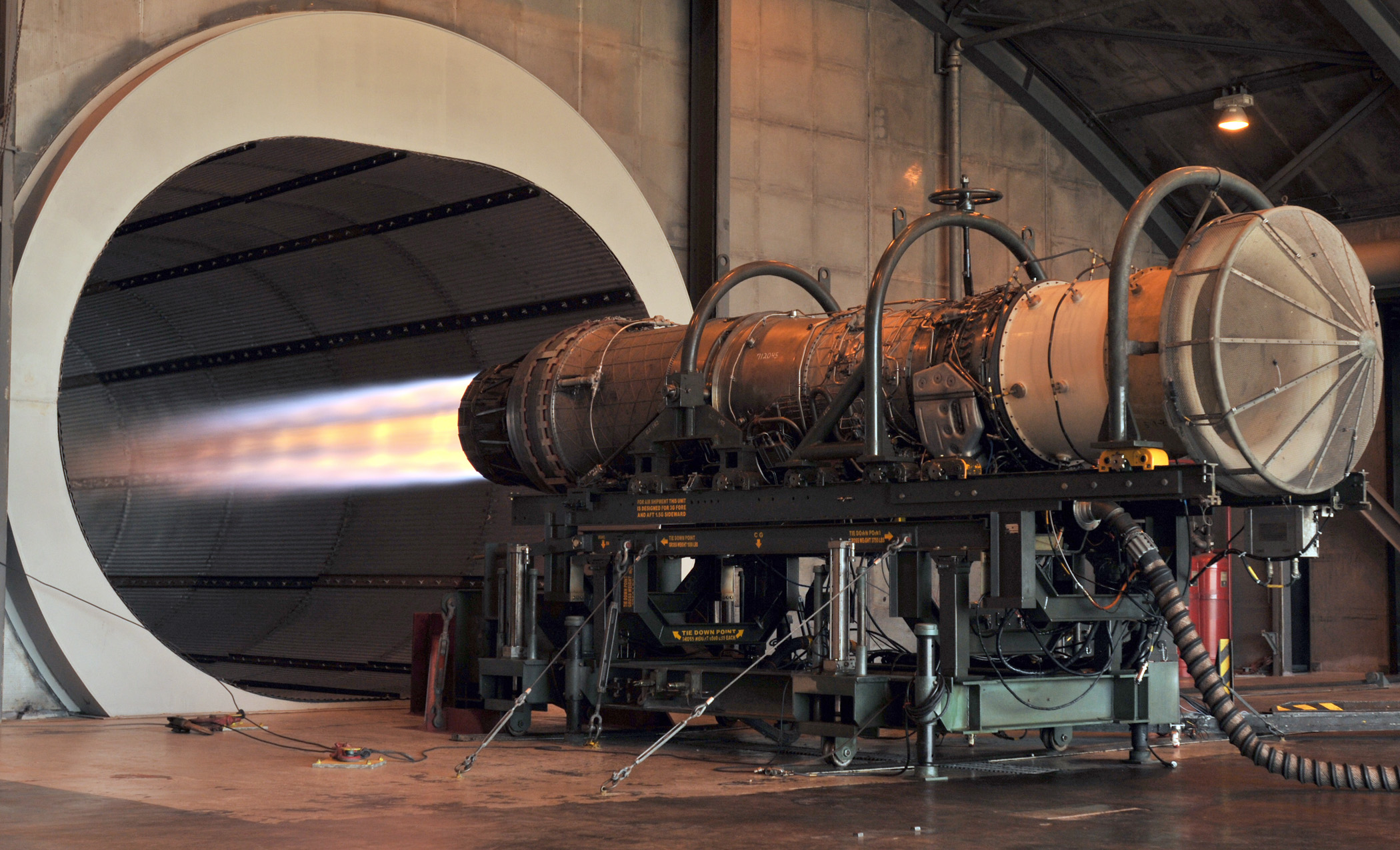
Az F-15 Eagle hajtóművön egy utóégető izzik (2010)

A sugárhajtómű olyan reaktív hajtású erőgép, amely a hatás-ellenhatás törvényének elvén működik. A befogadó szerkezet mozgatásához szükséges tolóerőt úgy állítja elő a hajtómű, hogy munkaközegének energiaátalakítása során keletkező gázt vagy folyadékot az átalakító térhez kapcsolt fúvócsőből nagy sebességű sugárként áramoltatja ki, melynek hajtóerejével ellentétes értelmű erő (erőlökés, tolóerő) képződik.
Mivel a sugárhajtóműben jön létre a hajtómű munkaközegébe bevezetett energia átalakítása mozgási energiává, valamint a mozgáshoz tolóerő is itt képződik (a kiáramló gázok reakcióerejeként), ezért a sugárhajtóművet a motor és a hajtóberendezés kombinációjának nevezik. Tekintettel arra, hogy nagy mennyiségű közeget általában be is szív, ennek az ellentétes irányú erőlökése levonódik a teljesítményből, de ennek mértéke csekély.
A hajtósugár mozgási energiáját különféle energiafajtákból állíthatják elő: hő-, kémiai, atom-, elektromos, napenergia.

## Fajtái
Négy fő típusa van.
Mechanikai átalakítással működik:

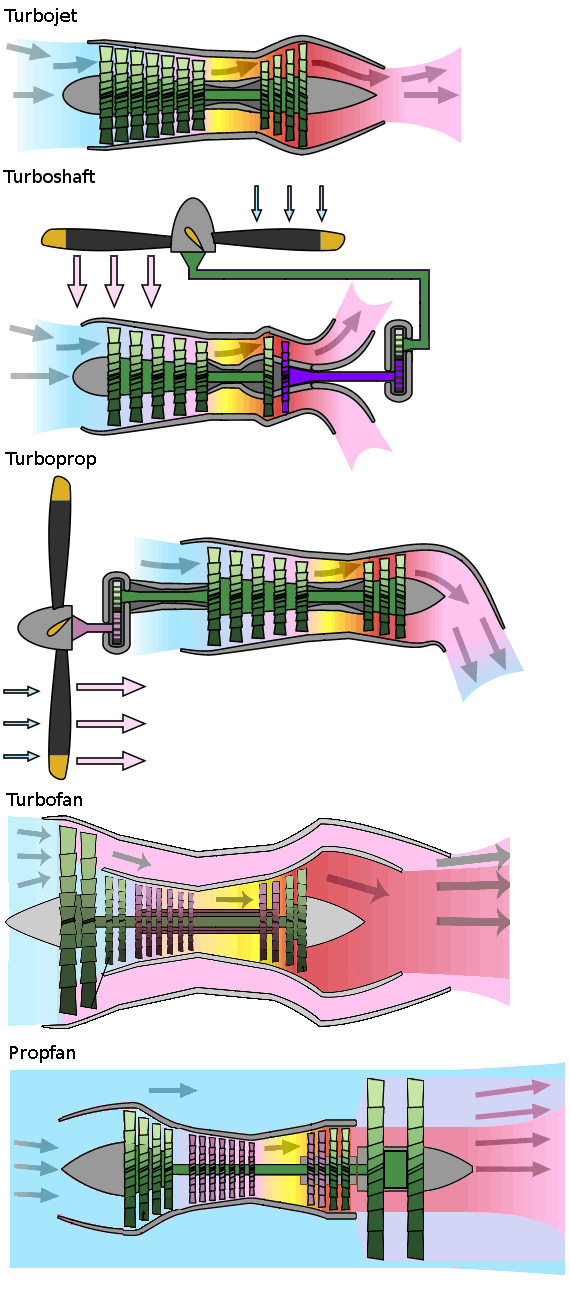

- folyadék-sugárhajtómű (pl. a jet ski vízsugár-hajtóműve)

Külső égéssel, kazánban termelt gőzzel működik:
- alternáló vízsugár-hajtómű (oszcilláló vízsugár-hajtómű, propulziós hajó, "pöfögő" gyertyás játékcsónak gőzgépe)
- Heron labdája (aeolipil, folyamatos gőzsugár tolóerejével forgatott kerék)

Kémiai átalakulással működik:
- A környező levegőt felhasználja az égéshez (azaz gázsugárhajtómű):
  - lüktető sugárhajtómű (pl. V–1)
  - gázturbinás sugárhajtómű
  - torlósugár-hajtómű: ramjet, scramjet (pl. X–43)
  - kombinált sugárhajtómű: a torlósugár-hajtómű és a gázturbinás sugárhajtómű kombinációja (pl. PW J58, az SR–71 sugárhajtóműve). A környező levegőt felhasználó sugárhajtóművek egyik továbbfejlesztése. Célja a két hajtóműtípus előnyeinek egyesítése.
- A környező levegőt nem használja fel: rakétahajtómű

Atomenergiával működik:
- Nukleáris torlósugár-hajtómű: Tory (Project Pluto)